# Aggression Continuum
Aggression Continuum es el décimo álbum de estudio de Fear Factory, pioneros del metal extremo con tintes industriales. Se lanzó el 18 de junio de 2021 a través de Nuclear Blast, justo a tiempo para el 30.º aniversario de la banda.
Presenta a Dino Cazares y Burton C. Bell junto al baterista Mike Heller. Fue producido y diseñado por Damien Rainaud (DragonForce, Once Human), con teclados de Igor Khoroshev (ex Yes), y programación en dos canciones del colaborador Rhys Fulber (Front Line Assembly). Fue mezclado por el productor de rock y metal Andy Sneap (Megadeth, Killswitch Engage, Trivium), quien también mezcló el álbum anterior.

## Historia
En febrero de 2017, Bell había revelado el título del próximo álbum, e incluso llegó a compartir el diseño gráfico para el lanzamiento. En mayo de ese año, Bell dijo: "Tenemos un nuevo álbum. Está hecho. Se entregó al sello discográfico. Y tenemos algunas dificultades técnicas, y una vez que esté terminado, el álbum saldrá. Se llamará Monolith. Es un gran álbum".[cita requerida] Presumiblemente saldría a finales de ese año.
Fueron objeto de rumores de ruptura en mayo de 2017, cuando el exbajista convertido en guitarrista de la banda, Christian Olde Wolbers, publicó un elogio para FF eliminado desde entonces en su Instagram. Escribió "RIP Fear Factory" y agregó a esa publicación el hashtag #GrownAssMenThatCantWorkOutShit.
Poco después de que se anunciara la campaña, Bell se dirigió a Instagram para informar a los fans: "No soy parte ni me beneficio de ninguna campaña de GoFundMe". Después, Cazares respondió a los fans preocupados por el estado de Bell, confirmando que había completado las voces para el próximo álbum.
El 3 de octubre de 2019, Dino Cazares dijo a los fans que no había ningún nuevo álbum en camino, aludiendo a una demanda en curso que involucraba a los exmiembros de la banda Christian Olde Wolbers y Raymond Herrera.
En mayo de 2021, Cazares, explicó en MetalSucks que el nombre y el arte de Monolith fueron creaciones de Burton. Lo que entonces se conocía como Monolith se convirtió en Aggression Continuum.
El 28 de septiembre de 2020, después de expresar su disgusto con la financiación colectiva del grupo de un nuevo álbum a principios de ese mes, el cofundador y vocalista, Burton C. Bell, en una carta abierta publicada en su sitio web oficial, hizo referencia a los problemas legales que habían afectado al grupo.
En cuanto a Fear Factory, se habló sobre un nuevo álbum titulado provisionalmente Monolith, que se remonta a una entrevista de 2018 con el cantante Burton C. Bell, pero como se dijo, los problemas legales han retrasado cualquier progreso. El otoño pasado, Cazares dijo que se avecinaba un nuevo álbum.

## Vídeos musicales
El 15 de abril de 2021, se estrenó el video musical "Disruptor", dirigido por Riivata Visuals. YouTube lo censuró por problemas legales de restricción de edad.
El 18 de junio de 2021, se estrenó el videoclip oficial del tema "Recode". Riivata Visuals dirigió el clip. Su debut coincidió con el lanzamiento del décimo álbum de estudio de la banda.

## Reconocimientos
Aggression Continuum vendió 6200 unidades (5200 en ventas reales) en su primera semana de lanzamiento, sin lograr una posición en la lista Billboard 200. Es la primera vez que la banda tiene un álbum que no logra entrar en esa lista desde Demanufacture en 1995. El último álbum de la banda, Genexus de 2015, vendió 10 875 copias en su primera semana de lanzamiento.
Sin embargo, Aggression Continuum ocupó el puesto n.º 15 en la lista de los mejores álbumes de Billboard, que en realidad es su posición más alta en esa lista hasta la fecha.

## Lista de canciones
| N.º | Título                          | Duración |  |
| 1.  | «Recode»                        | 5:47     |  |
| 2.  | «Disruptor»                     | 3:45     |  |
| 3.  | «Aggression Continuum»          | 4:54     |  |
| 4.  | «Purity»                        | 3:50     |  |
| 5.  | «Fuel Injected Suicide Machine» | 5:28     |  |
| 6.  | «Collapse»                      | 4:20     |  |
| 7.  | «Manufactured Hope»             | 5:01     |  |
| 8.  | «Cognitive Dissonance»          | 4:37     |  |
| 9.  | «Monolith»                      | 3:34     |  |
| 10. | «End of Line»                   | 7:18     |  |

## Personal
- Burton C. Bell - voz
- Dino Cazares - guitarra, bajo
- Mike Heller - batería